# Overscan
Als Overscan wird ein Bereich an den äußeren Rändern eines Videobildes bezeichnet, dessen Sichtbarkeit nicht garantiert werden kann. Bei Projektionen, insbesondere bei Röhrenbildschirmen, werden die Bildränder durch eine Maske oder Blende abgedeckt, um Ungenauigkeiten und die (bei analogen Röhren praktisch unvermeidlichen) Geometrieabweichungen am Rand zu kaschieren und einen sauberen, geraden Bildabschluss garantieren zu können.
Bei der Produktion von Filmen, Videos, DVDs und Fernsehsendungen muss dieser Overscan-Bereich von etwa 6 % berücksichtigt werden, der keine relevanten Bildelemente (z. B. Einblendungen oder Menüs) enthalten darf.
Bei Bildschirmen mit aktiven Bildpunkten (z. B. LCD oder Plasma) kann das Bild pixelgenau dargestellt werden, so dass kein Overscan-Bereich nötig ist. Allerdings vergrößern einige Flachbildfernseher das angelieferte Bild um ca. 6 %, um dann den Rand um 6 % zu beschneiden. Das bedeutet einen Verlust an Auflösung, so dass bei filigranen Elementen wie Schriften oder feinen Linien mehr oder weniger starke Skalierungsartefakte auftreten. Das und die Tatsache, dass etwas vom Bildrand abgeschnitten wurde, ist besonders störend, wenn der Fernseher als Computerbildschirm betrieben wird.
Der Overscan-Bereich wird im Gegensatz zur Austastlücke normalerweise nicht für Fremdsignale verwendet. Es gibt jedoch analoge Videoproduktionssysteme, die am oberen Rand einen digitalen Zeit-Code einblenden, der als „Perlenschnur“ aus weißen Punkten in den sichtbaren Bildbereich rutschen kann, wenn der Overscan des Bildschirms zu knapp bemessen ist.
Als Computer noch TV-kompatible Videosignale erzeugten, wurde gleichfalls sicherheitshalber an allen vier Seiten ein Rand freigelassen, der nicht mit Information beschrieben wurde. Bei manchen Computern war es aber durchaus möglich, die Grafik-Hardware – teilweise durch Tricks – so zu programmieren, dass sie auch dort gewünschte Inhalte darstellte. Auf dem Commodore C64 wurde es zu einer Kunst erhoben, Overscan-Sprites in Spielen zu verwenden. Auf dem Commodore Amiga wurde die Nutzung des Overscan-Bereichs in späteren Betriebssystem-Versionen sogar offiziell von diesem unterstützt, ebenso beim Amstrad CPC. Durch Nutzung der Overscan-Bereiche lassen sich höhere Auflösungen erreichen.
Nachdem die Grafikausgabe von Computern seit den 2000er Jahren mehr und mehr von LCD-Monitoren angezeigt wurde, die keinen Sicherheitsrand benötigen, wurden die Techniken rund um den Overscan praktisch bedeutungslos. Im Bereich der digitalen Flachbildschirme für den TV-Bereich hat der Overscan technisch gesehen nur noch historische Bedeutung. Paradoxerweise wandten ihn viele Hersteller damals jedoch auch bei rein digitalen Quellen an.